# الأخاء
الأخاء یا اطلاعات عربی یک مجله چاپ تهران به زبان عربی بود که مؤسسه اطلاعات  آن را منتشر می‌کرد. این مجله که نخستین بار در ۱ مهر ۱۳۳۹ منتشر شد، به شکل ماهنامه، دوهفته‌نامه و هفته‌نامه به چاپ رسید و در سال ۱۳۵۷ تعطیل شد. الأخاء به موضوعات خبری و فرهنگی می‌پرداخت.

## یادکرد منابع
1. ↑  Parvin, “EṬṬELĀʿĀT”.
2. ↑  Parvin, “EṬṬELĀʿĀT”.
3. ↑  Parvin, “EṬṬELĀʿĀT”.
4. ↑  Parvin, “EṬṬELĀʿĀT”.